# BMW RS 54

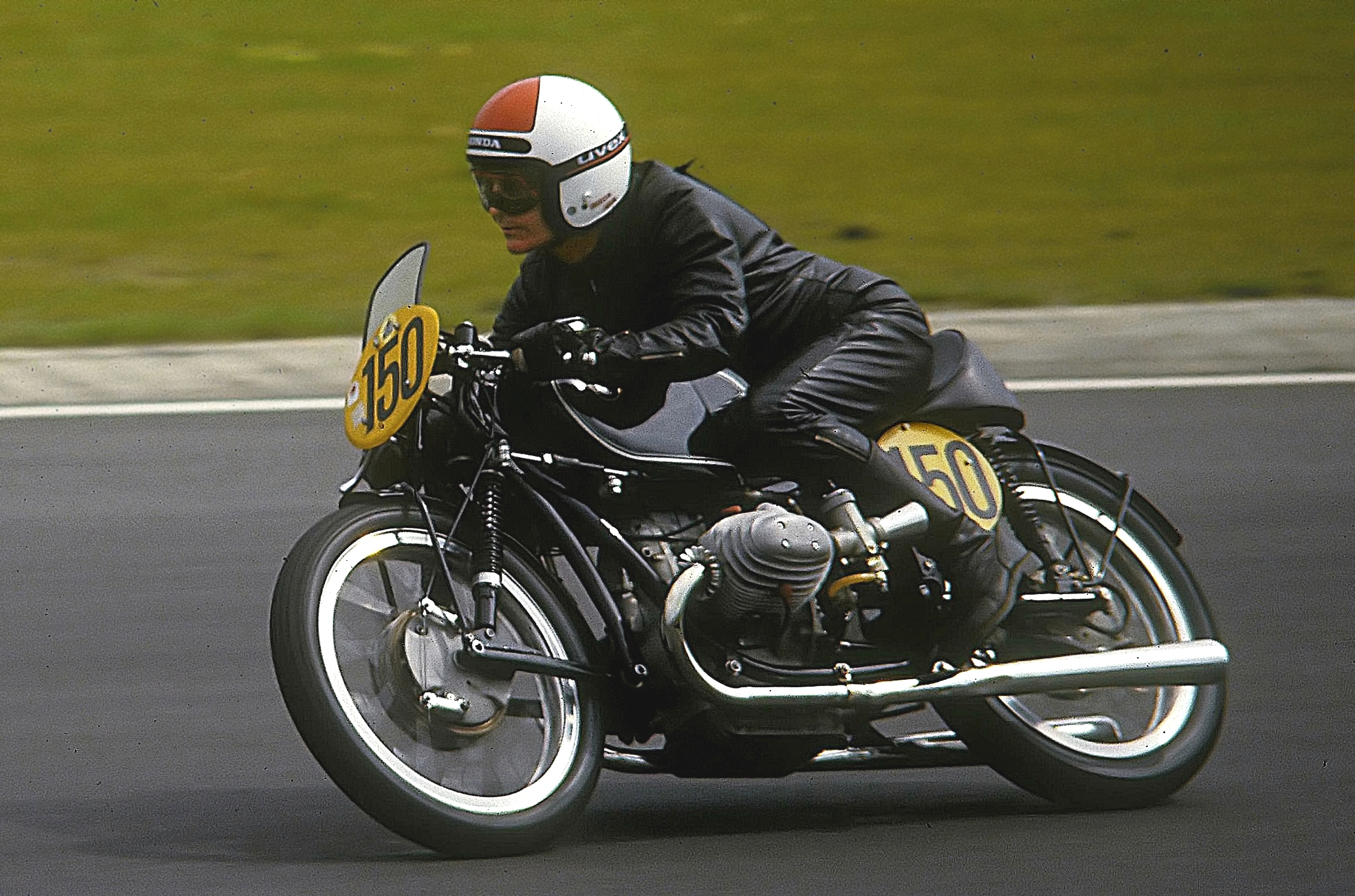
BMW RS 54, Baujahr um 1955

Die BMW RS 54 war ein Rennmotorrad, das von den Bayerischen Motorenwerken ab 1953 in einer geringen Stückzahl für Privatfahrer angeboten wurde. 24 Exemplare gingen vom Werk an ausgewählte Motorsportler.

## Geschichte
Nach dem Zweiten Weltkrieg konnte BMW zunächst das Vorkriegsmodell mit Kompressor, die RS 255, bei nationalen Rennsportveranstaltungen einsetzen, musste jedoch durch das FIM-Reglement ab 1951 auf eine kompressorlose Variante wechseln und griff zunächst auf den Stoßstangenmotor ohne Aufladung zurück. 1951/52 wurde unter Leitung von Alexander von Falkenhausen und Rudolf Schleicher ein neuer luftgekühlter 2-Zylinder-Boxermotor entwickelt. Auf der IAA 1953 präsentierte BMW die RS; auch der Bundesminister für Wirtschaft, Ludwig Erhard, ließ sich das Motorrad zeigen, das auch für Privatfahrer erhältlich sein sollte.
Nur Walter Zeller war mit dem Werksmotorrad international erfolgreich. Während der Preis des Motorrads damals etwa 10.000 DM betrug, werden heute noch existierende Modelle für den 20-fachen Preis gehandelt.

## Technik

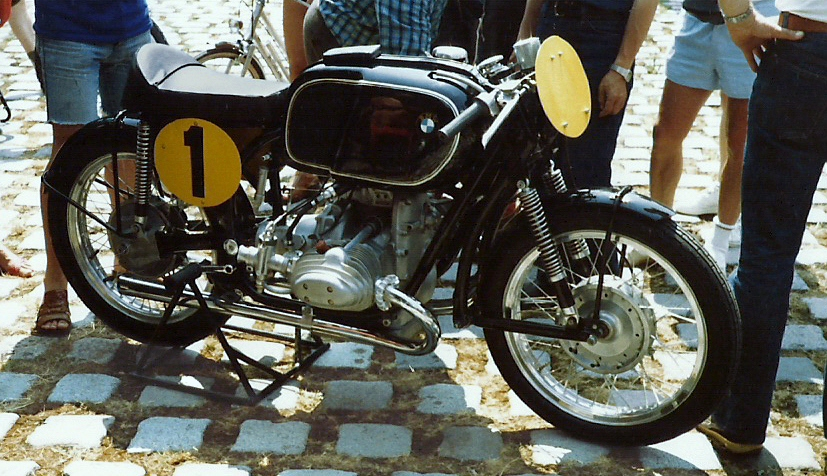
RS 54 von 1954

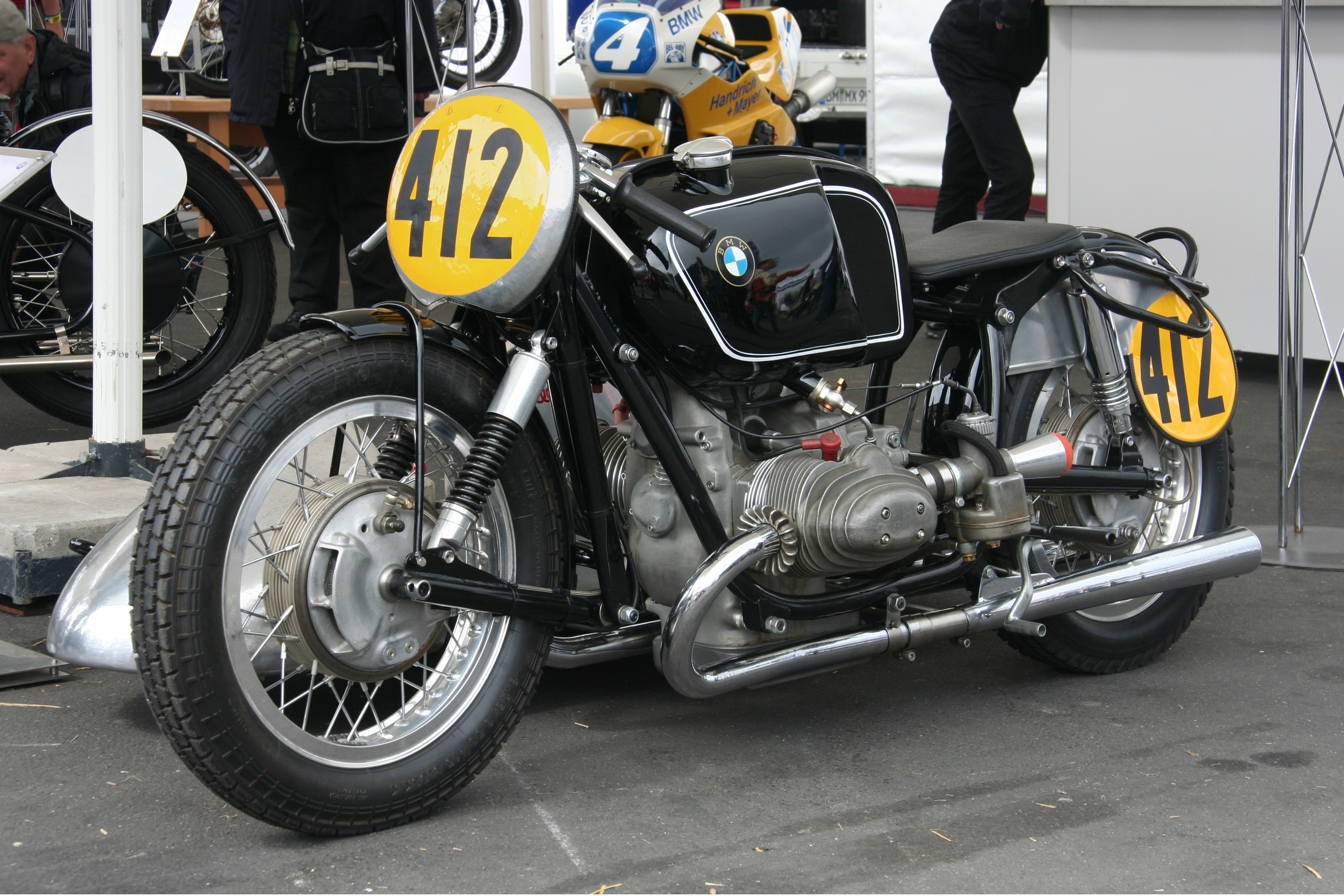
Renngespann auf Basis der RS 54

Die RS 54 mit 493 cm³ Hubraum und Amal-Vergaser wurde mit zwei Motorvarianten hergestellt. Die Langhuberversion mit 4-Gang-Getriebe ging an Privatfahrer, die Kurzhuberversion mit 5-Gang-Getriebe wurde in die Werksmaschine – später auch bei den Gespannen – eingebaut.
Der Saugmotor leistete in der ersten Version 45 PS (33 kW) bei 8000 bzw. 8500 min−1 und in den Werksmaschinen 58 PS. Maschinen für schnelle Strecken wie Monza, Spa oder Hockenheim wurden mit einer mechanischen Benzineinspritzung von Bosch eingesetzt und erreichten 60 PS (44 kW). Das Drehmoment des Vergasermotors war jedoch höher, weshalb er für enge Strecken besser geeignet war. Zwei obenliegende Nockenwellen je Zylinder mit Königswellenantrieb und die kurze Kurbelwelle erlaubten mit dem Kurzhubmotor Drehzahlen bis zu 9500 min−1.
Das Fahrwerk der RS 54 bestand aus einem Doppelschleifen-Rohrrahmen, Langarmschwinge (Earles-Gabel) zur Führung des Vorderrades, Hinterradschwinge, Duplex-Vollnabenbremse vorn, Vollnaben-Trommelbremse hinten. Das Hinterrad wurde nach BMW-Standard über eine Kardanwelle angetrieben, die hier erstmals im rechten Schwingenholm lief. Der Radstand wird mit 1370 mm, das Trockengewicht mit 132 bzw. 135 kg angegeben; Tankinhalt 24 Liter. Das Chassis der BMW RS 54 galt als „nervös“, wahrscheinlich bedingt durch den kurzen Radstand. Die Höchstgeschwindigkeit lag über 220 km/h ohne und bei bis zu 235 km/h mit Vollverkleidung.

## Technische Daten
| Kenngrößen            | Langhuber            | Kurzhuber            |
| Hubraum               | 493 cm³              | 493 cm³              |
| Bohrung/Hub           | 66 × 72 mm           | 70 × 64 mm           |
| Verdichtung           | 8 : 1                | 10 : 1               |
| Leistung              | 45 PS bei 8500 min−1 | 60 PS bei 9500 min−1 |
| Höchstgeschwindigkeit | > 200 km/h           | 230 km/h             |

## Rennerfolge

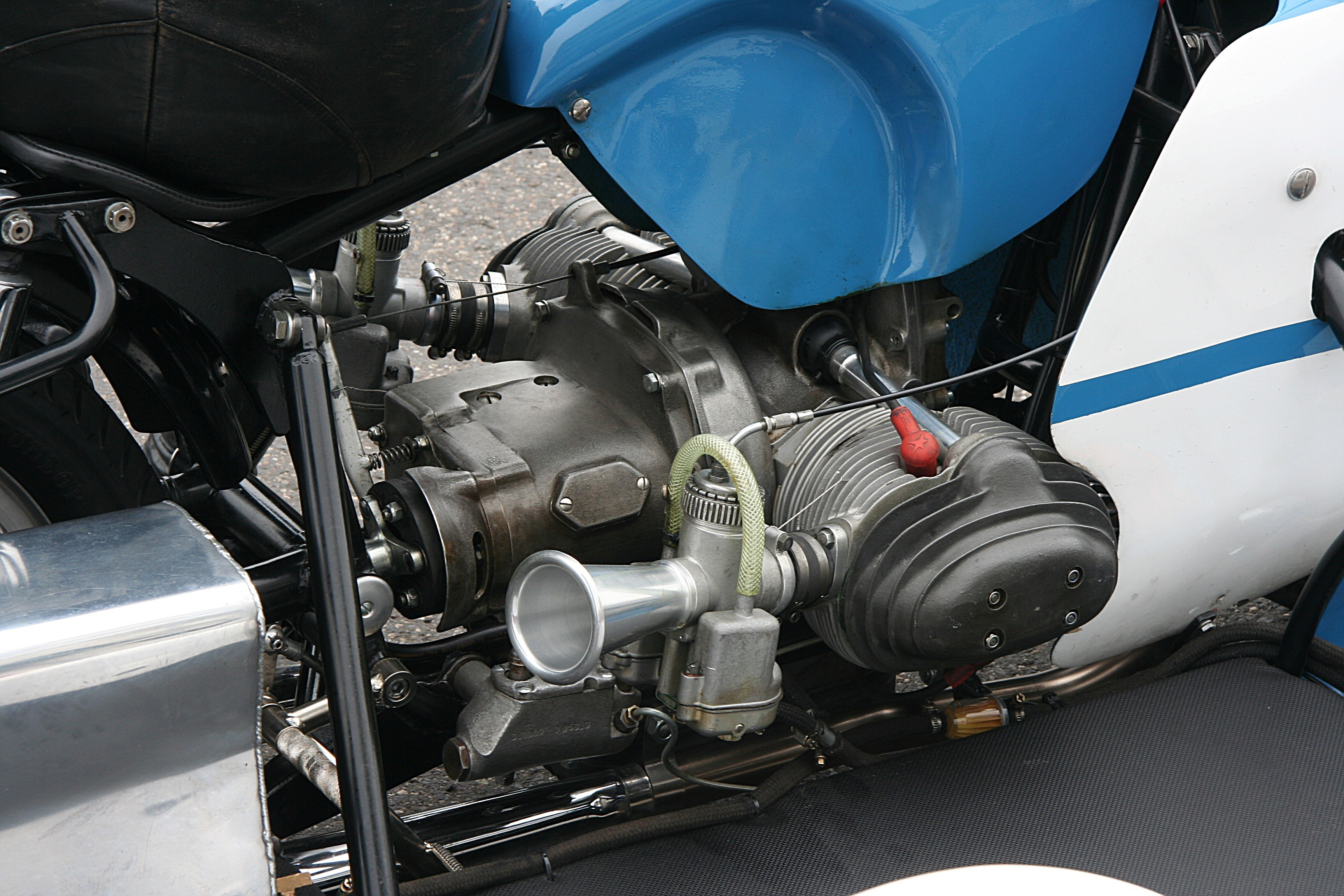
BMW-RS-54-Motor (Gespann)

### Solo
Den größten Erfolg einer RS 54 als Solomaschine erzielte Walter Zeller, als er 1956 hinter John Surtees auf MV Agusta Zweiter in der Weltmeisterschaft wurde. Die BMW war leichter als die Konkurrenz mit Vierzylindermotoren, und mit der Vollverkleidung soll sie entgegen anderen Angaben, die von einer geringeren Geschwindigkeit sprechen, 245 km/h erreicht haben. Zeller erzielte mehrere zweite Plätze, doch ein Ausfall auf der Solitude und ein Boxenstopp in Monza machten die Aussichten auf den Weltmeistertitel zunichte. Als Zeller 1957 seine Motorsportkarriere beendete, um sich dem elterlichen Geschäft zu widmen, folgten 1958 Geoff Duke und Dickie Dale (1927–1961) als Werksfahrer. Duke erzielte jedoch nur einen Sieg in Hockenheim, während Dickie Dale Dritter in der 500er-Weltmeisterschaft wurde. Wahrscheinlich bekanntester „Gastfahrer“ auf einer BMW RS 54 war 1955 der damals 21-jährige John Surtees, der sie beim Großen Preis von Deutschland auf dem Nürburgring fuhr.

### Gespanne
Der RS-54-Motor wurde mit großem Erfolg in der Gespannweltmeisterschaft eingesetzt. BMW gewann damit in ununterbrochener Reihenfolge von 1954 bis 1974 die Konstrukteurswertung der Motorrad-Weltmeisterschaft. Der Buchautor Karl Reese (1930–2019) schrieb: „21 Weltmeisterschaftstitel in der Gespannklasse. Standfestigkeit und Zuverlässigkeit machten den BMW-RS-Motor […] zum erfolgreichsten Rennmotor im zwanzigsten Jahrhundert.“
Insbesondere durch die geringe Bauhöhe war der BMW-Boxermotor für Gespanne von Vorteil. Er senkte den Schwerpunkt und er ermöglichte eine geringere Stirnfläche, um hohe Geschwindigkeiten zu erreichen. Überdies galt der RS-54-Motor als sehr zuverlässig. Die Leistung soll zuletzt bei 65 PS gelegen haben; manche Quellen nennen 80 PS für die letzte Ausbaustufe des Königswellenboxers. Den letzten Weltmeistertitel für BMW und seinen sechsten Titel erzielte Klaus Enders 1974.

## Sonstiges
Im Januar 2013 wurde bei Bonhams ein Renn-Gespann von 1954 für 123.600 Euro versteigert.